# Едмунд II Залізобокий
Едмунд II Залізобокий (англ. Edmund Ironside) (988/993— 30 листопада 1016) — король Англії з 23 квітня до 30 листопада 1016 року.

## Біографія
Походив з Вассекської династії. Був другим сином короля Етельреда Безрозсудного і його першої дружини Ельфгіфу Йоркської. Прізвисько «Залізобокий» отримав за уперту боротьбу з данськими завойовниками короля Канута.
Був проголошений королем Англії в той час, коли більша частина країни уже знаходилась під контролем Канута, а сам данський король стояв з великим військом в долині Темзи. Едмунда підтримували лише жителі Лондона, які вперто допомагали Едмунду подолати свого суперника. За їх підтримки Едмунду вдалось завдати данцям значних втрат у трьох битвах, після чого вони були змушені зняти облогу Лондона.
У вирішальній битві при Ассадуні найближчий соратник Едмунда, граф Едрік Стреона перейшов зі своїми людьми на сторону Канута, що привело до поразки англосаксів. За договором, укладеним між сторонами після битви, Англію було розділено між двома королями. Та невдовзі, повернувшись до дому, Едмунд був вбитий змовниками, після чого Канут Великий став єдиним правителем Англії.

Якийсь час Едмунд II та його син Едвард Вигнанник, перебуваючи на вигнанні, знайшли притулок при дворі Великого князя Київського Ярослава Мудрого. Едвард одружився з донькою Ярослава Мудрого — Агатою.